# Bor (huyện Tachov)
Bor là một thị trấn thuộc huyện Tachov, vùng Plzeňský, Cộng hòa Séc.